# إلى الشمال نحو ألاسكا (فلم)
إلى الشمال نحو ألاسكا (بالإنجليزية: North to Alaska) هو فيلم وسترن كوميدي من إخراج هنري هاثاواي عام 1960. وكان جون واين في دور البطولة جنبا إلى جنب مع ستيوارت غرانجر، إيرني كوفاتش، وفابيان وكابوسين. ويستند النص على مسرحية هدية عيد الميلاد بقلم لاديسلاس فودور وتدور أحداثه في نوم عام 1900. وظهرت في الفيلم أغنية جوني هورتون بنفس الاسم، وغناها في مقدمة الفيلم.

## القصة
بعد العثور على الذهب في ألاسكا، يرسل جورج برات (ستيوارت غرانجر) شريكه سام ماكورد (جون وين) إلى سياتل ليجلب خطيبته من هناك، وهي فتاة فرنسية لم يقابلها سام من قبل.
عثر سام على خطيبة جورج ووجد أنها تزوجت من رجل آخر، فيحضر معه غانية تدعى «أنجيل» (كابوسين) كبديل عنها. وهنا يحدث سوء التفاهم: فهي تظن أن سام يريدها لنفسه، وتقع في حبه، وكان يعاملها كسيدة محترمة خلال الرحلة على متن قارب إلى ألاسكا.
يرفض جورج الغاضب تلك الفتاة الجديدة على الفور، ولكن أخاه الأصغر بيلي (فابيان) يعجب بها. وفي نفس الوقت، يحاول محتال وصاحب صالون يدعى فرانكي كانون (إرني كوفاتش) سرقة حقهم في الذهب.
مع مرور الوقت، بدأ جورج يعجب بأنجيل، ورغب بالزواج منها. ولكن بمجرد أن أدرك أنها أعجبت بشريكه، فعل كل ما بوسعه لإقناع سام على الاعتراف بأنه وقع في حبها أيضا.
في ذات الوقت اكتشف الجميع خدعة كانون الذي أقنع فراش الملهى الأمي بالتوقيع فيحاولون إبطال الأمر عند القاضي. تنتهي القصة بمشاجرة بين الجميع في شوارع المدينة الموحلة، وتقرر أنجيل الرحيل لكن الرجال يقنعونها بالبقاء.

## طاقم التمثيل
| الممثل         | الدور          |
| -------------- | -------------- |
| جون وين        | سام ماكورد     |
| ستيوارت غرانجر | جورج برات      |
| إرني كوفاتش    | فرانكي كانون   |
| فابيان         | بيلي برات      |
| كابوسين        | ميشيل "أنجيل"  |
| ميكي شونسي     | بيتر بوغز      |
| كارل سوينسون   | لارس نوردكويست |
| كاثلين فريما   | لينا نوردكويست |
| جون كوالن      | لوغر           |
| ستانلي أدامز   | بريزي          |
| ستيفن كورتلي   | دوغان          |
| ليليان شوفان   | جيني لامونت    |

## الإنتاج
كان هذا الفيلم الأول ضمن عقد مدته ثلاثة أفلام وقعه وين مع شركة توينيث سنتوري فوكس. وكانت قد ألاسكا أصبحت الولاية رقم 49 خلال عام 1959، وكان الموقع حديث الشهرة. في بداية ذاك العام أعلنت الشركة أنها ستشرع في إنتاج فيلم يدعي «ذا ألاسكانز» من بطولة واين وتأليف مارتن راكين وجون لي ماهين (وعمل الثلاثة من قبل في فيلم «جنود الخيالة»). وكان هذا الفيلم أول ثلاثة أفلام تعاقد فيها وين مع توينيث سينتوري فوكس.
كان العنوان الأصلي للفيلم هو درب يوكون، وقع اختيار وين ومدير فوكس للإخراج على هنري هاثاواي، والذي أنهى لتوه تصوير فيلم Woman Obsessed، ولكن تم استبداله بالمخرج ريتشارد فليشر، الذي كان مرتبطا بعقد مع الشركة وأخرج فيلما ناجحا عام 1959 بعنوان Compulsion. تحمس فلايشر في البداية لإخراج فيلم لجون واين لكن القصة لم تعجبه. وذكر أن القوة الدافعة وراء الفيلم كانت الوكيل تشارلز فيلدمان، والذي مثل أدلر وواين وراكين وماهين، وكانت صديقته كابوسين هي من ستلعب دور البطولة. أصر أدلر على أن يتولى فلايشر الإخراج، ذلك أن جون واين وافق على البطولة دون قراءة النص وقد ينسحب إذا انسحب المخرج. ذكر فلايشر أنه انسحب بأن أخبر الطاقم أنه لا يريد أن يعمل مع كابوسين. تم تعيين هاثاواي في مارس 1959. أراد سبيروس سكوراس تخفيض ميزانية الفيلم؛ وهو الأمر الذي قام به هاثاواي عن طريق التقليل من المشاهد المفتوحة.
امتدت فترة ما قبل الإنتاج لفترة طويلة (وكان عنوان المشروع وقتها Go North) وتعطل بسبب إضراب الكتّاب واشغال واين بتصوير فيلم ذا ألامو عام 1960، وهو مشروع تحمس له واين وأنفق عليه الملايين من ماله الخاص. وبهذا لم يبدأ تصوير فيلم «إلى الشمال نحو ألاسكا» إلى في مايو 1960.
تم اختيار الممثل غاري كروسبي للعب دور بيلي برات قبل أن يتم استبداله بفابيان.

## التصوير
وقد تم تصوير معظم الفيلم في بوينت موغو في كاليفورنيا وليس ألاسكا،  وتم تصوير المشاهد التي تدور أحداثها في نوم القديمة ومناجم الذهب إلى الشمال الشرقي من هناك. وقد صورت مشاهد واين وجرانجر على طول هوت كريك بالقرب من جبل ماموث البركاني. يظهر جبل موريسون في خلفية العديد من المشاهد. كما تم استخدام هذا الموقع في فيلم عزم حقيقي
بقي المشروع دون نص مكتمل وتم استرجال العديد من الحوارات. قال جون واين خلال التصوير:
تحدث إرني كوفاكس للصحافيين ساخرا من تعطل الإنتاج «الأمر رائع. أنا هنا منذ التاسعة صباحا، وقد تأخرنا عن الجدول الزمني، لذلك لم ألبس ثياب العمل بعد، ولم أفعل أي شيء خلال إضراب الممثلين والآن بعد أن عدت للعمل فما زلت لا أفعل أي شيء. إنها طريقة رائعة لكسب العيش». استمتع فابيان بالعمل مع جون واين. وقال عنه المغني. «كان رائعا وكان لطيفا للغاية معي.» 

## الأغنية
غنى جوني هورتون أغنية البداية في الفيلم والتي كانت بمثابة خلفية لقصة الفيلم. الأغنية من تأليف مايك فيليبس، تم إصدار الأغنية في 22 أغسطس 1960 وتصدرت قائمة بيلبورد لأغاني الريف خمسة أسابيع في يناير وفبراير 1961 وتجاوز نجاحها جمهور الريف لتحتل المرتبة الرابعة على قائمة بيلبورد هوت 100. إلا أن هورتون لم يعش ليرى نجاح الأغنية، إذ قتل في حادث سيارة 5 نوفمبر 1960 (قبل ثمانية أيام من إصدار الفيلم)، وربما ساهم موته في نجاح الأغنية. كان هورتون قد غنى عدة أغاني خاصة بالأفلام وأشهرها كانت لفيلم «أغرقوا البيسمارك». كان هورتون قد تصدر قائمة بيلبورد لأغاني الريف من قبل بأغنية بعنوان When It's Springtime in Alaska في 1959.
تظهر الأغنية معزوفة على البيانو في الفيلم عندما يصل سام مع أنجل إلى نوم.

## الاستقبال
كان الفيلم شائعا في شباك التذاكر.
فاز أداء فابيان بجائزة "Uncrossed Heart" لأقل ممثل واعد لعام 1960 في مهرجان هارفارد السنوي الساخر للأفلام.